# گلرخسار صفی‌اوا
گُلرُخسار صَفی‌اِوا (به تاجیکی: Гулрухсор Сафиева) (زادهٔ ۱۷ دسامبر ۱۹۴۷ در روستای یخچ در نورآباد) از شاعران پارسی‌گوی تاجیکستان است.
به وی لقب «مادر ملت تاجیک» داده‌اند.
او نخستین شعر خود را در دوازده‌سالگی سرود و در سن پانزده‌سالگی آن را منتشر کرد. پس از آن چندین مجموعه شعر از او منتشر شده‌است.

## پیشینه
خانوادهٔ او از خانواده‌های فرهنگی به‌شمار می‌آمدند و ازاین‌رو گلرخسار نیز علاقهٔ بسیار به تحصیل داشت و به همین دلیل در پنج‌سالگی به‌همراه خواهر هفت‌ساله‌اش به کلاس اول ابتدایی دبستان روستایی رفت و به گفتهٔ خودش، اولین ورق‌نوشته‌هایش دیوار خانهٔ پدری و قلمش زغال کورهٔ آشپزی مادرش بود. پس از به پایان بردن دورهٔ ابتدایی، مقاطع راهنمایی و دبیرستان را نیز در مدرسهٔ شبانه‌روزی ناحیهٔ «کامسامُل‌آباد» (نورآباد کنونی) به اتمام رساند و بعد از آن بود که وارد دانشگاه ملی تاجیکستان شد و پس از پنج سال رشتهٔ زبان و ادبیات را به پایان رساند.
نخستین شعر گلرخسار با عنوان «خانهٔ پدر» در روزنامه‌ای محلی چاپ شد و از آن زمان بیش از پنجاه اثر از وی در زمینه‌های شعر، رمان و پژوهش منتشر شده‌است.

## آثار
- بنفشه (۱۹۷۰ م)
- خانهٔ پدر (۱۹۷۳)
- بنیاد دل (۱۹۷۷)
- گهوارهٔ سبز (۱۹۸۰)
- آتش سغد (۱۹۸۱) (منتشرشده به خط فارسی)
- روح عریان یا هفت سرودهٔ ناگفتهٔ رابعه (۱۹۸۳)
- ماتم سفید (۱۹۸۳)
- تخت سنگین (۱۹۸۹ م)

از جملهٔ دیگر آثار وی که در ایران نیز به چاپ رسیده می‌توان به این کتاب‌ها اشاره کرد: گلچین اشعار، زادروز درد، اشک طوفان، روایت‌های ناگفته، تنهاتر از تنهایی، سَکَرات.

## سروده‌ای درباره ایران
از باختر و سغدم، از وست ام و از زندم، رخان بدخشانم، ولکان دماوندم
من هجرم و من وصلم، من نسخه نی ام، اصلم
فرهنگ شرر دارم، خون رگ و پیوندم/ یک ذره ز خورشیدم
یک غنچه زامیدم / یک نوده ز ده بیدم
یک حلقه ز دربندم/ از میهن گلنارم ، از گلخن گلخارم
ایران عزیز من! ای جان عزیز من
ای میهن سبز مهر، ای شهرگ نبض شعر
ای دور به جان نزدیک، ای نور دل و دیده
ایران عزیز من! ای جان عزیز من
قانون تو انشا کرد، قانون سعادت را
جمشید تو بینا کرد، کاخ فر ملت را
تیر نظر آرش، در سینه نهان دارم
شهنامه عالم ساز، از فضل کیان دارم
ما را به دل تنگت، ای یار به هم آور،
صد بار تو را میرم، یکبار به هم آور
بر گلشن گلخندت ، بر فرق دماوندت
گلخار نمی زیبد، گلنار به هم آور
پیوند نیاکانی، پیوند دل و جانی
ایران عزیز من ای جان عزیزمن...